# هدکان
هدکان، روستایی است از توابع بخش دلوار در شهرستان تنگستان استان بوشهر ایران.

## جمعیت
این روستا در دهستان بوالخیر قرار داشته و بر اساس سرشماری سال ۱۳۸۵ جمعیت آن ۱۳۶نفر (۲۹خانوار) بوده‌است.